# Paul Gauguin
Eugène Henri Paul Gauguin (7 tháng 6 năm 1848 – 8 tháng 5 năm 1903) là họa sĩ hàng đầu của trào lưu hậu ấn tượng.
Paul Gauguin sinh ra tại Paris, mẹ ông là người Peru gốc da trắng. Khi còn trẻ, Paul Gauguin thích phiêu lưu, mạo hiểm. 17 tuổi, ông làm thủy thủ trên tàu Luzitano thực hiện các chuyến đi từ Le Havre, Pháp tới Rio de Janeiro. Hai năm sau đó, Paul Gauguin đã đi vòng quanh thế giới trong 13 tháng với tư cách thuyền phó. Năm 1871, ông từ bỏ hải quân về làm việc trong một văn phòng của Bertins ở Paris. Paul Gauguin lấy vợ, người Đan Mạch, và có bốn người con. Ông bắt đầu vẽ trong thời gian làm việc tại ngân hàng. Năm 1874, Paul Gauguin gặp Camille Pissarro cùng các nghệ sĩ ấn tượng khác, cùng nhau đi vẽ và tham gia trưng bày tranh. Ông từ bỏ việc môi giới chứng khoán để theo đuổi hội họa. Ông tiếp tục chu du nhiều nơi, đến tận Tahiti, vẽ rất nhiều tác phẩm giá trị. Một bức tranh nổi tiếng của ông có tên Chúng ta từ đâu đến - Chúng ta là ai - Chúng ta đi về đâu được vẽ trên khổ lớn 1,39 x 3,75 mét, vẽ năm 1897, mang tính triết lý, tượng trưng về cuộc sống và con người.

Paul Gauguin chính là một trong ba gương mặt quan trọng nhất của trào lưu hậu ấn tượng cùng với Paul Cézanne, Vincent van Gogh.

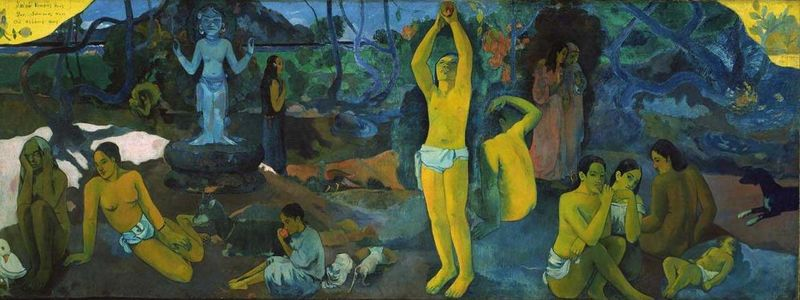
Chúng ta từ đâu đến - Chúng ta là ai - Chúng ta đi về đâu, 1897